# Anti-Machiavel

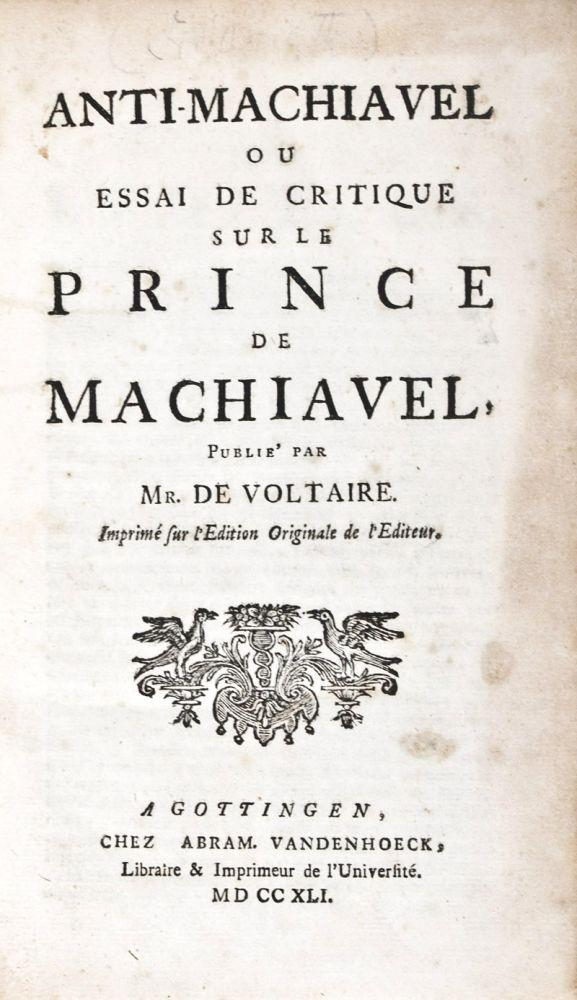
Titelbladet från 1740.

Anti-Machiavel är en politisk skrift på franska av Fredrik II av Preussen, med motargument mot de teser som Niccolò Machiavelli lade fram i sin Fursten. Skriften publicerades för första gången i september 1740, några månader innan Fredrik kröntes till preussisk kung. Kronprinsen var under inflytande av upplysningsfilosofi och skriften är baserad på en brevväxling han hade med Voltaire under åren 1736–1740.

## Argument
Kungavärdigheten är, enligt Fredrik II, ett ämbete som folken funnit nödvändigt för sitt lugn och sitt självbestånd – om den inte varit rotad i folkens behov så skulle den aldrig ha funnits till. Kungen är skiljedomaren som fäller det avgörande ordet under striden om rätten och därigenom upprätthåller freden i landet. Han är skyddsherren som försvarar sina undersåtars liv och egendom mot fientliga angrepp, han är suveränen som förenar de enskildas intressen till ett allmänintresse. När kungens ämbete inrättades skedde det med tanke på att det skulle anförtros åt den visaste, rättrådigaste, oegennyttigaste, ädlaste och starkaste mannen. Följaktligen är innehavaren av den kungliga värdigheten sitt folks förste tjänare.
En sann furste existerar enligt Fredrik inte för att njuta utan för att arbeta. Den första känsla han måste hysa är fosterlandskärleken, och det enda mål han ska rikta sin vilja mot är att uträtta något stort och nyttigt för sin stat. Han måste underordna allt personligt under detta mål, sin egenkärlek och sina lidelser. Till detta måls tjänst måste han ställa alla sina goda tankar, användbara tillgångar och män.
Furstens första ämbetsplikt är att skipa rättvisa, hans andra är att skydda och försvara sin stat. Fursten måste vara förtrogen med krigaryrket och med allt som hör till en armés organisation och disciplin. Han bör själv kunna anföra sina härar, uthärda strapatser, välja slagfält, sörja för proviantering och i lycka eller olycka aldrig sakna utvägar. Det finns två olika slags furstar: sådana som ser allt med egna ögon och styr sina stater själva, och sådana som låter sig styras av sina ministrar. En furste av det förra slaget är själen i sin stat. Regeringens börda vilar på honom, liksom världen på Atlas skuldror.